# Karaputar
Karaputar (Nepali करापुटार) war eine Stadt (Munizipalität) im Westen des Distrikts Lamjung in Zentral-Nepal.

## Geschichte
Karaputar erstreckte sich über das Hügelland östlich des Madi Khola 17 km westlich der Distrikthauptstadt Besisahar.
Die Stadt Karaputar entstand im September 2015 durch Zusammenschluss der Village Development Committees (VDCs) Bangre, Bhorletar, Isaneshwar und Karapu.
Die Stadtverwaltung befand sich im ehemaligen VDC Bhorletar, an der Einmündung des Midim Khola in den Madi Khola.
Im Zuge der Neustrukturierung der lokalen Ebene und der Schaffung der Gaunpalikas (Landgemeinden) durch Zusammenlegung und Abschaffung der Village Development Committees am 10. März 2017 wurde die Stadt in die Nachbarstadt Madhyanepal eingemeindet.

## Einwohner
Bei der Volkszählung 2011 hatten die VDCs, aus welchen die Stadt Karaputar entstand, 10.836 Einwohner.